# جائزة فرنسا الكبرى 2006
جائزة فرنسا الكبرى 2006 هو سباق فورمولا 1 أقيم بتاريخ 16 يوليو 2006 في حلبة نيفير مانيي كور، فرنسا. كان الحادي عشر من أصل 18 في بطولة العالم لسباقات الفورمولا واحد موسم 2006. حلّ الألماني مايكل شوماخر أولا بينما جاء الإسباني فرناندو ألونسو في المركز الثاني وحصل على المركز الثالث البرازيلي فيليبي ماسا.